# Anne Heywood
Anne Heywood (ur. 11 grudnia 1931, zm. 27 października 2023) — brytyjska aktorka filmowa.

## Filmografia
- 1951: Lady Godiva Rides Again jako Dorothy Marlowe uczestniczka konkursu piękności
- 1959: W górę i na dół jako Pani Kate Barry
- 1967: The Fox jako Ellen March
- 1969: Najniebezpieczniejszy człowiek świata jako Kay Hanna
- 1988: Memories of Manon jako Manon Brevard Marcel

## Nagrody i nominacje
Za rolę Ellen March w filmie The Fox została nominowana do nagrody Złotego Globu.